# Kebonsari (Yosowilangun)
Kebonsari is een bestuurslaag in het regentschap Lumajang van de provincie Oost-Java, Indonesië. Kebonsari telt 2738 inwoners (volkstelling 2010).